# Le sei e ventisei
Le sei e ventisei è un brano musicale scritto, composto e cantato da Cesare Cremonini, secondo singolo estratto dall'album Il primo bacio sulla Luna, ed è una canzone romantica pop rock.
Dopo poche settimane di rotazione radiofonica, la canzone è arrivata al 4º posto del music control. Il brano ha portato l'album Il primo bacio sulla luna ad aggiudicarsi il disco d'oro per aver superato le 50 000 copie vendute.
Nonostante l'ottima programmazione radiofonica, il brano non ha avuto lo stesso successo di Dicono di me e di Figlio di un re.

## Descrizione
Il titolo del brano deriva dall'orario in cui Cremonini l'ha scritto. Il cantante ha descritto la canzone come un "piccolo, umile romanzo". La canzone racconta di un uomo solo che alle prime luci dell'alba (le 6:26 appunto) cammina per le strade fino ad incontrare una prostituta. Sarà proprio lei l'unica capace di farlo sorridere.
Nel 2019 il brano è stato citato dall’artista Fosco17 (anche lui di Bologna) che ha voluto rendere omaggio al suo riferimento musicale cittadino con “Una Canzone Da Faló”.

## Video musicale
Il videoclip prodotto per Le sei e ventisei è stato girato a Parigi dal regista Gaetano Morbioli nel settembre 2008. Nel video Cremonini cammina per le strade della metropoli francese in piena notte, fino al momento in cui incontra una bella prostituta bionda interpretata da Anna Sherbinina, modella, attrice e agente immobiliare russa parigina d'adozione.